# Héctor Tosar
Héctor Alberto Tosar (født 18. juli 1923 i Montevideo, Uruguay, død 17. januar 2002) var en uruguayansk komponist, pianist, lærer, rektor og dirigent.
Tosar studerede komposition og klaver privat i sin hjemby. Han tog herefter til Tanglewood i USA hvor han bl.a. studerede hos Aaron Copland og Arthur Honegger.
Han rejste så til Paris og studerede komposition og direktion hos bl.a. Jean Rivier og Darius Milhaud på konservatoriet.
Tosar hører til de ledende komponister i Uruguay i det 20. århundrede, især indenfor den klassiske avantgarde.
Han var rektor og underviste i komposition på Uruguays nationale musikkonservatorium og på Conservatory of Music of Puerto Rico.
Han har skrevet to symfonier, orkesterværker, kammermusik, oratorier, korværker, elektronisk musik etc.

## Udvalgte værker
- Symfoni nr. 1 (1945) - for orkester
- Symfoni nr. 2 (1950-1951) - for strygeorkester
- "Symfoni Koncertante" (1959) - for klaver og orkester
- "Toccata" (19?) - for orgel